# 活動家集団思想運動
活動家集団思想運動（かつどうかしゅうだんしそううんどう）は、日本における共産主義運動体の1つ。花田清輝らとともに新日本文学会で活動していた文芸評論家で全日本学生自治会総連合（全学連）初代中央執行委員長だった武井昭夫、ローザ・ルクセンブルクやヴァルター・ベンヤミンの翻訳者だった高原宏平らを中心に結成された。スタンスは「反『反ソ連』」（「親ソ連」とイコールではない）であり、ブランキスト的新左翼とも、議会内的構造改革派とも一線を画している。

## 概要
思想運動は、1969年に結成された。自らを「資本主義的近代を乗り越えるため、労働者の階級意識の再形成を目指す活動家集団」と規定している。当初、指導者は武井昭夫と高原宏平、津田道夫であった（津田はのちに離脱）。石黒英男、五十嵐敏夫、内田宜人、大西巨人、尾崎信、小野二郎、木下昌明、久保覚、塩瀬宏、芝寛、田窪清秀、野田弥三郎、野村修、檜山久雄、広末保、柾木恭介、湯地朝雄、吉田欣一などが参加・協力した。
東京都文京区本郷に本部事務所および関連団体の「小川町企画」を置く。機関紙『思想運動』（月2回、毎月1日・15日）、機関誌『社会評論』（隔月刊、発行：土曜美術社出版販売→スペース伽耶、社会評論社とは無関係）。
『社会評論』には作家大西巨人が新日本文学会離脱後、「神聖喜劇」を掲載していた時期があった。
自らの集団ならびに運動に関して以下のように定義している。
活動内容は、機関紙誌『思想運動』および『社会評論』の発行を基軸とし、非会員に広く呼びかける「本郷文化フォーラムワーカーズスクール」（略称HOWS）の開催、近年では国民投票法案の成立阻止を目指す憲法「改悪」反対運動など、幅広い社会主義運動の再生・構築を行っている。結成当初から文化運動にも力を入れており、現在もHOWSは文学フリマなどの同人誌即売会にも積極的に参加し、小川町企画は旧日本労働組合総評議会（総評）系の文学団体、労働者文学会の連絡先を引き受けている。映画評論や上映会・鑑賞会を行なう「小川町シネクラブ」も組織している。
現在もロシア革命を記念する集会を毎年11月に開催している（さらに毎年2月には国際婦人デーの集会を開催している）。国際的な動向に関しては、反朝鮮民主主義人民共和国キャンペーンに反対の立場を固持し、キューバ共産党が進めるキューバ革命を擁護する姿勢を鮮明にしている。また機関紙には、朝鮮民主主義人民共和国の「よど号グループ」からの通信も掲載される。韓国労働運動との連帯も重視しており、新自由主義や自由貿易投資協定、東アジア共同体構想等にも反対の立場をとっている。
新社会党の一部と友好な関係を築いており、新社会党と日本共産党、それに社会民主党も含めた護憲勢力の統一戦線の形成と広範な改憲阻止のための大衆運動の形成を機関紙誌やHOWSで訴えている。一方で、武井と学生時代に激しく対立した不破哲三や、文芸評論家として意見が対立していた宮本顕治らについては厳しく批判している。共産党側もかつては武井や「思想運動」を「親ソ連派の修正主義集団」と批判していた。武井と大西による対談「二十一世紀の革命と非暴力」等を通して、国家の暴力に対する人民の革命的武装権を原則として承認した上で、抵抗運動における暴力の行使に対して禁欲的でなければならないとして非暴力路線を新たに提唱している。

## 近年
- 2016年にキリスト教団体と朝鮮総連と共にPAC3や自衛隊の配備、そして朝鮮民主主義人民共和国への日本による不当な制裁措置へ反対活動や表明をしている[8]。
- 2019年1月10日付で、『社会評論』を2019年冬号（194号）で休刊、機関紙『思想運動』を2019年1月より月刊(12頁）とすることを＜活動家集団思想運動＞常任運営委員会名で発表した。